# Otto Elfeldt

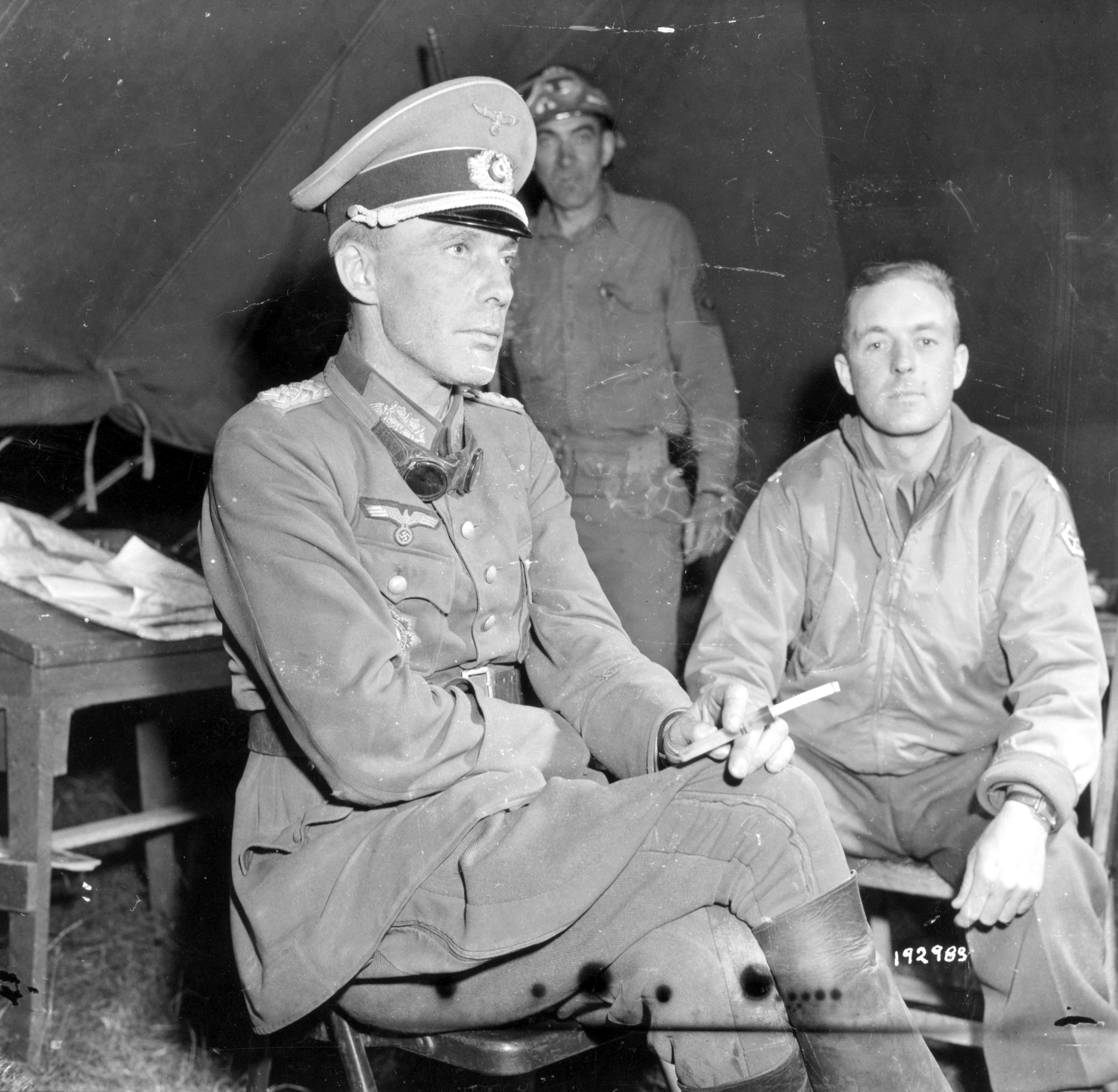
Generalleutnant Otto Elfeldt nach seiner Gefangennahme in Saint Lambert, 1944.

Otto Elfeldt (* 10. Oktober 1895 in Sülze; † 23. Oktober 1982 in Bad Schwartau) war ein deutscher Generalleutnant der Wehrmacht während des Zweiten Weltkriegs und ein Kriegsgefangener in Trent Park.

## Leben
Otto Elfeldt trat am 27. Juni 1914 als Fahnenjunker in die Armee ein. Am 27. Januar 1915 wurde er mit Patent zum 18. Juni 1915 im Fußartillerie-Regiment 20, wo er die längste Zeit diente, als Regimentsadjutant Leutnant.
Nach dem Krieg wurde er in die Reichswehr übernommen, am 1. Februar 1925 Oberleutnant und hier am 1. August 1929 zum Hauptmann befördert. 1931 war er Chef der 5. Batterie des 2. Artillerie-Regiments und war bis dahin u. a. mit dem Eisernes Kreuz 1. Klasse, dem Hamburgischen Hanseatenkreuz und dem Mecklenburg-Schwerinschen Militär-Verdienstkreuz 1. Klasse ausgezeichnet worden. Ab 1. Oktober 1935 war er Kommandeur der II. Abteilung des Artillerie-Regiments 56. Am 1. April 1938 wurde er zum Oberstleutnant befördert und war ab 1. September 1939 kurz Kommandeur des Artillerie-Regiments 619. Im Oktober 1939 wurde er Stabsoffizier der Artillerie in der Heeresgruppe A und wurde in dieser Position am 1. Juni 1940 Oberst. Ab 1. September 1940 war er bis Anfang Oktober 1942 Offizier im Stab des Generals der Artillerie beim Oberbefehlshaber des Heeres.
Vom 26. November 1942 an war er Kommandeur der 302. Infanterie-Division, mit der er in Woroschilowgrad, am Fluss Mius und in Saporischschja kämpfte. Am 1. Januar 1943 wurde er Generalmajor und am 1. Juli des gleichen Jahres zum Generalleutnant befördert. In dieser Position blieb er bis 11. November 1943. Am 27. November 1943 erhielt er das Deutsche Kreuz in Gold. Ende Dezember 1943 wurde er Kommandeur der 156. Reserve-Division, welche im Februar 1944 zur 47. Infanterie-Division umgegliedert wurde. Elfeldt übernahm bis Ende Juli 1944 das Divisionskommando.
Am 30. Juli 1944 wurde er mit der Führung des LXXXIV. Armeekorps als Nachfolger von Dietrich von Choltitz beauftragt, aber das Korps wurde im Kessel von Falaise umzingelt und vernichtet.
Elfeldt wurde am 20. August 1944 in der Nähe von Saint Lambert gefangen genommen und war ab 23. August 1944 in Trent Park. Am 20. Januar 1948 wurde er repatriiert.
Ende September 1943 wurde Elfeldt durch General der Panzertruppe Erich Brandenberger als „überdurchschnittlich“ mit „hohem Wert“ beurteilt. Ein „Nationalsozialist in Wort und Tat“. In einer vorangegangenen Beurteilung war dokumentiert worden, dass er seinen Kommandeuren ein „zu großes selbstständiges Urteil“ zubilligen würde, was aktuell nicht mehr festzustellen sei. In Trent Park war er einer der wenigen, welcher mit Deutschem Gruß grüßte. Trotzdem wurde er vom CSDIC für einen „Anti-Nazi“ gehalten, weil er, so die Einschätzung, zwar während der Nazi-Herrschaft nicht unternehmen wurde, aber bei einer deutschen Niederlage mit den westlichen Staaten zusammenarbeiten würde.